# Ray Dalio
Ray Dalio   (Jackson Heights, 1 d'agost de 1949), és un inversor estatunidenc, multimilionari,  hedge fund manager i filantrop. Dalio és el fundador de l'empresa d'inversions Bridgewater Associates, un dels fons de cobertura més grans del món. A partir de gener de 2018, és una de les 100 persones més riques del món, segons Bloomberg.
Raymond Dalio va néixer al barri de  Jackson Heights del barri de Queens de la ciutat de Nova York. És fill d'un músic de jazz, Marino Dallolio (1911-2002), d'origen italià, que "tocava el clarinet i el saxofon a clubs de jazz de Manhattan com el Copacabana", i Ann, una mestressa de casa.
Dalio va començar a invertir a l'edat de 12 anys quan va comprar accions de Northeast Airlines per 300 dòlars i va triplicar la seva inversió després que l'aerolínia es fusionés amb una altra companyia. Dalio va obtenir un títol de grau en finances a la Universitat de Long Island (CW Post) i un MBA de Harvard Business School.
Després d'acabar la seva formació, Dalio va treballar a la Borsa de Nova York i va contractar futurs de mercaderies. Més tard va treballar com a director de productes bàsics en Dominick & Dominick LLC. En 1974, es va convertir en un comerciant i corredor de futurs a Shearson Hayden Stone. El 1975 va fundar la societat de gestió d'inversions, Bridgewater Associats, al seu apartament.